# NGC 4605
NGC 4605 ist eine Balkenspiralgalaxie vom Hubble-Typ SBc/P im Sternbild Großer Bär. Die Zwerggalaxie ist etwa 11 Millionen Lichtjahren von der Milchstraße entfernt und gehört zur M81-Gruppe, einer der uns nächstgelegenen Galaxiengruppen.
Sie wurde am 19. März 1790 von dem deutsch-britischen Astronomen Friedrich Wilhelm Herschel entdeckt.

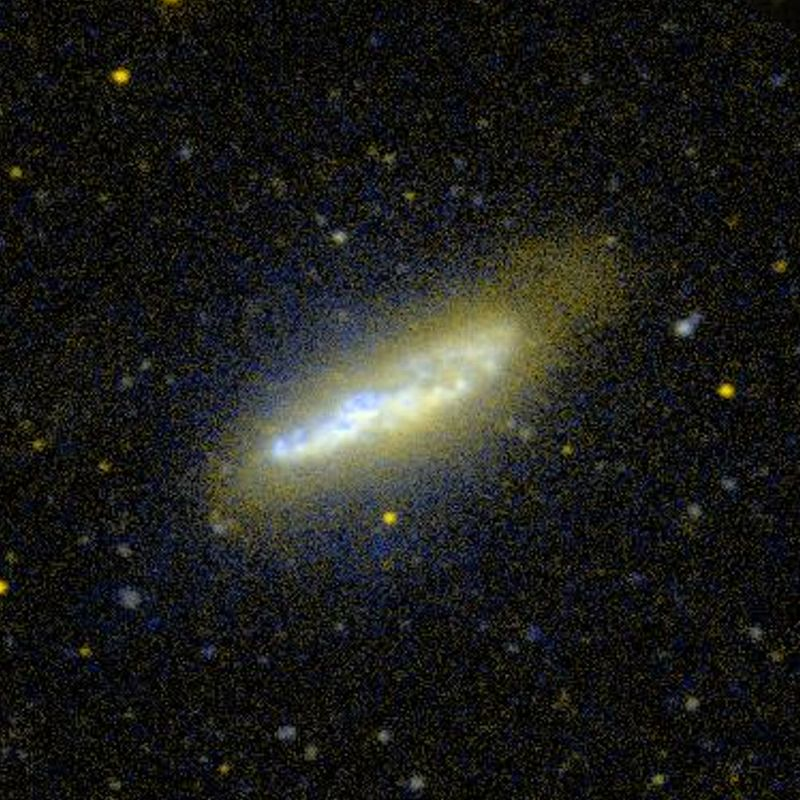
Die Galaxie NGC 4605 aufgenommen im Ultraviolett von GALEX